# András Sike
András Sike (hongarès: Sike András)  (Eger, 18 de juliol de 1965) és un ex-lluitador hongarès, especialista en la lluita grecoromana, que va competir durant les dècades de 1980 i 1990.
El 1988 va prendre part en els Jocs Olímpics de Seül, on guanyà la medalla d'or en la prova del pes gall del programa de lluita grecoromana. Quatre anys més tard, als Jocs de Barcelona, fou desè en la mateixa prova del programa de lluita grecoromana. En el seu palmarès també destaquen dues medalles de bronze al Campionat del món de lluita i una de plata i una de bronze al Campionat d'Europa de lluita.